# 디바이 차폐
디바이 차폐(Debye sheath, 혹은 정전 차폐)는 고밀도의 양이온으로 응축된 플라스마(plasma) 층으로, 전반적으로 높은 양전하를 가지며 접촉하고 있는 물체 표면에서 반대 극성을 띄는 음전하로 균형을 이룬다. 이 층의 두께를 디바이 길이(Debye length)라 하며, 플라스마의 다양한 특성(온도, 밀도 등)에 따라 그 값이 변한다.
디바이 차폐는 보통 전자가 이온에 비해 몇 십배, 혹은 그 이상의 열을 가지며 질량이 상당히 가볍기 때문에 제기된 개념이다. 결과적으로 전자는 이온보다 속도가 빠르며 이는 {\displaystyle {\sqrt {m_{\mathrm {i} }/m_{\mathrm {e} }}}}으로 나타난다. 물체의 표면이 상호작용하는 구간에서 전자는 플라스마를 벗어나 상대적으로 중성인 물체를 대전시키게 된다. 이때 전자의 영향력이 미치는 구간을 디바이 길이 {\displaystyle \lambda _{\mathrm {D} }} 라 한다. 퍼텐셜이 증가할수록 전자의 방사량이 커지고, 전자 온도(electron temperature)의 배수만큼 퍼텐셜 차이가 나면 균형상태(equilibrium)에 이르게 된다.

## 상세

양이온 입자들이 진공관 내부의 와이어(grid wire)를 따라 차폐 되어 있는 모습. ⊕는 양이온을 나타낸다. -어빙 랭뮤어(Irving Langmuir), 1929년 논문 중 발췌

차폐(sheath)라는 단어는 미국인 물리학자 어빙 랭뮤어(Irving Langmuir)가 처음 고안한 개념이다. 1923년에 발표한 그의 논문을 보면,
"양이온은 음극(negative electrode) 주변으로 끌려가는 반면, 전자는 음극으로부터 방출된다. 따라서 음극 주위에는 양이온과 중성원자들로 이루어진 층으로 차폐되며, 이는 특정한 두께를 지닌다. [..] 전자는 양이온 입자들이 전극에 이끌려 차폐공간에 도달할 동안 차폐공간의 외부로 밀려난다. [..] 따라서 전극에 도달하는 양이온 전류에는 변화가 없다. 전극은 양이온 차폐에 의한 방전으로 인해 완전하게 차단되며, 퍼텐셜은 아크 속에서 발생하는 현상이나 전극에 흐르는 전류에 영향을 주지 않게된다."
랭뮤어와 공저자인 알버트 헐(Albert Hull)의 진공관 내에서의 차폐에 관한 문헌에는,
"그림 1은 수은 증기로 채워진 관(tube)내의 상태를 보여준다. 양극과 음극(필라멘트, filament) 사이의 공간은 거의 같은 수의 전자와 양이온 입자의 혼합물로 채워져 있으며 이 상태를 플라스마 상태에 있다고 한다. 상대적으로 퍼텐셜이 0인 플라스마 내의 와이어는 여기에 부딪히는 모든 이온과 전자를 흡수할 것이다. 전자들은 이온에 비해 600배나 빠른 속도로 움직이므로, 이온에 비해 와이어를 600배나 많이 부딪히게 된다. 만약 와이어가 절연되어 있다면, 같은 수의 전자와 이온을 받아들일 수 있는 음의 퍼텐셜값을 가진다고 가정해볼 수 있으며, 이때는 와이어를 향하는 전자가 600개라 하면 그 중 1개의 전자만을 외부로 방출한다."
"그리드의 일부인 이 와이어가 관을 따라 흐르는 전류보다 훨씬 더 음의 퍼텐셜값으로 대전되어 있다고 가정하자. 와이어는 이제 모든 전자를 외부로 방출하고 와이어로 접근하는 모든 양이온을 흡수할 것이다. 와이어 주변에는 그림 1과 같이 전자대신 양이온만 있는 구역이 존재할 것이다. 이온은 음의 퍼텐셜값을 지닌 와이어에 가까이 갈수록 더욱 가속되며, 이 차폐 내에는 와이어와의 거리에 따른 퍼텐셜 그래디언트(벡터의 기울기)가 존재하게 된다. 따라서 퍼텐셜의 플라스마들이 같아지는 거리가 존재하게 되는데, 이 거리를 차폐의 경계(boundary of the sheath)라 정의한다. 이 거리를 넘어가면, 와이어의 퍼텐셜에 의한 효과는 사라지게 된다."

## 참고논문
1. ↑  Langmuir, Irving, "Positive Ion Currents from the Positive Column of Mercury Arcs" (1923) Science, Volume 58, Issue 1502, pp. 290-291
2. ↑  Albert W. Hull and Irving Langmuir, "Control of an Arc Discharge by Means of a Grid 보관됨 2013-08-01 - archive.today", Proc Natl Acad Sci U S A. 1929 March 15; 15(3): 218–225